# Livraga
Livraga là một đô thị ở tỉnh Lodi trong vùng Lombardia của Italia, cách khoảng 45 km về phía đông nam của Milano và khoảng 14 km về phía đông nam của Lodi. Tại thời điểm 31 tháng 12 năm 2004, đô thị này có dân số 2.589 người và diện tích là 12,2 km².
Livraga giáp các đô thị: Brembio, Borghetto Lodigiano, San Colombano al Lambro, Ospedaletto Lodigiano, Orio Litta.